# Скіфл
Скіфл (англ. skiffle) — музика аматорських і напівпрофесійних англійських гуртів на рубежі 50-60-х років 20 століття.
Характерною рисою музики скіфл було використання (крім гітар, губної гармоніки, банджо) особливих фольклорних інструментів («коло», пральна дошка, посуд, цигарковий або газетний папір, що обертається навколо гребінця та ін.). Джордж Меллі  — відомий дослідник музики — у книзі «Owning Up» написав про скіфл так: «скіфл — щось на зразок суб-джазу, у якому замість звичайних джазових інструментів використовуються казу, глеки ємністю 7 галонів, чайні коробки, ручки від швабр і таке інше. Ці імпровізовані інструменти були винайдені бідними неграми, але в 20-ті роки скіфл став популярний і серед білих. До 50-х років про скіфл забули, і лише серйозний колекціонер джазу міг знати, що означає це слово».
У 20-ті роки скіфл почав свій хід по США разом з блюзом і джазом. З Америки стиль став проникати до Англії і став там особливо поширений у 50-ті роки. Центрами скіфл-стилю були Мемфіс і Луїсвілл. Перша платівка в жанрі скіфл була записана в 1925 році Jimmy O'Bryant And His Chicago Skifflers.

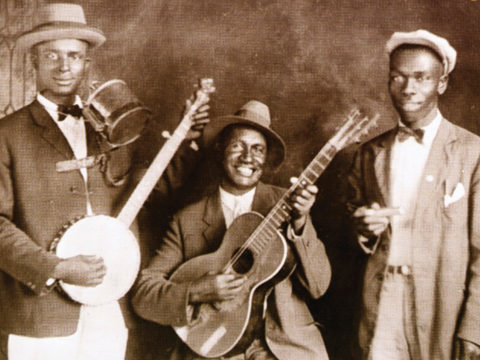

Простота музики визначала доступність цього жанру. У принципі музику скіффл міг виконувати практично кожен. Скіффл — це джаз бідних міських кварталів. Значення музики скіфл важко переоцінити. Вона дуже важлива не тому, що в жанрі скіфл створені якісь музичні шедеври. Дехто[джерело?] навіть говорить, що такого музичного напрямку як скіфл не існує зовсім. Скіфл цінний своєю простотою і тим, що на цій музиці виховане ціле покоління британських музикантів 50-х років. На музиці скіфл виросли бітли. Зокрема Джон Вінстон Леннон, навчаючись у школі в Ліверпулі, був творцем і учасником скіфл-бенду «The Quarrymen». Пол Маккартні якось розповів: «Ми всі брали в руки гітари, щоб грати скіфл. Скіфл запустив цю гітароманію, яка миттєво охопила всю країну».
Королем стилю скіфл вважають музиканта Лонні Донегана.